# Ectropis ulterior
Ectropis ulterior är en fjärilsart som beskrevs av Claude Herbulot 1954. Ectropis ulterior ingår i släktet Ectropis och familjen mätare. Inga underarter finns listade i Catalogue of Life.